# Erna Mohr

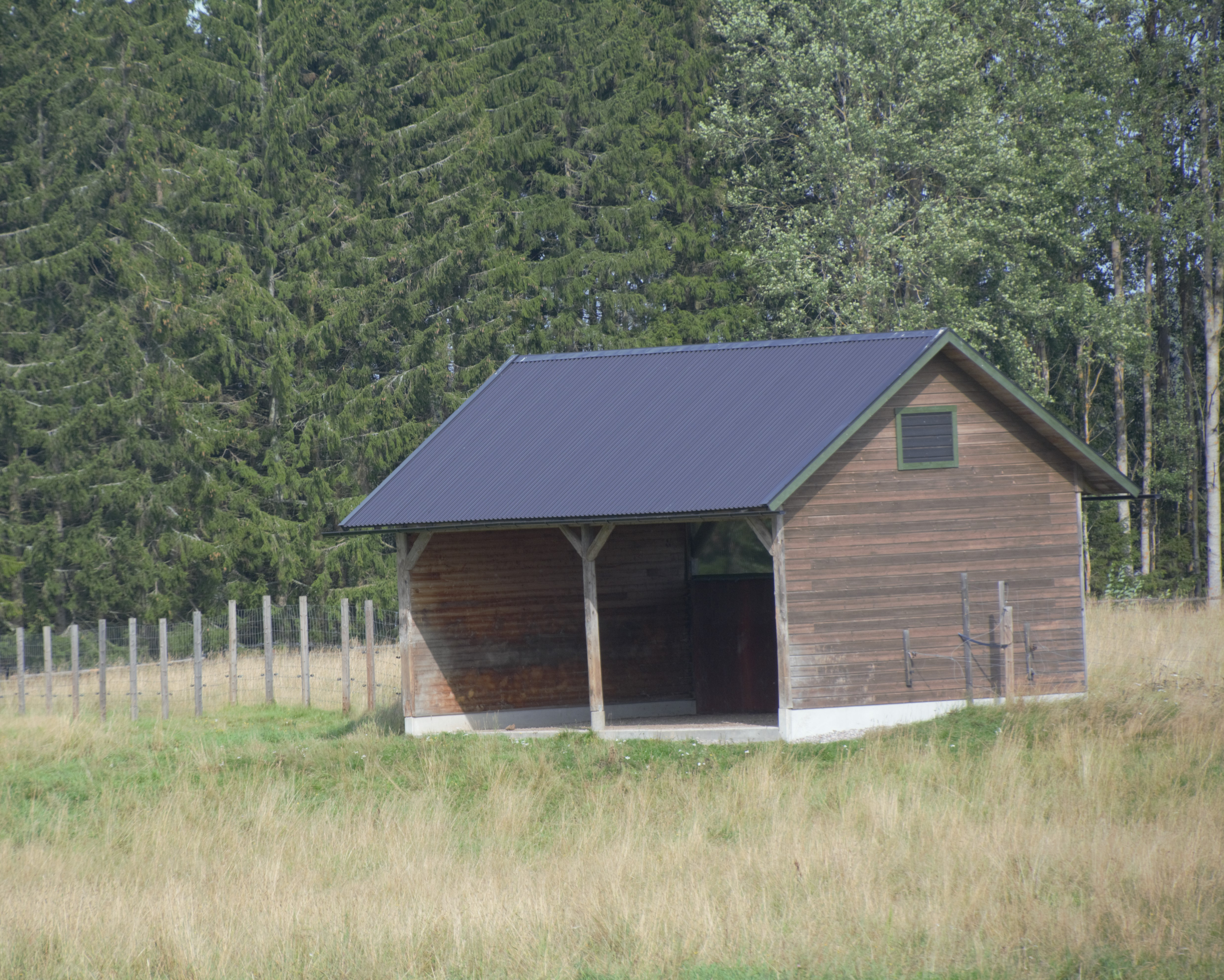
Visentskydd på Avesta visentpark. Uppfört efter modell från det första visentskyddet i Avesta visentpark, vilket ritades av Erna Mohr 1947.

Erna Mohr, född 11 juli 1894 i Hamburg, död där 10 september 1968, var en tysk zoolog. Hon var intendent för Hamburgs zoologiska museum. Dessutom arbetade hon från 1920-talet med Visentstamboken för Internationale Gesellschaft zur Erhaltung des Wisents, vilken sedan 1947 förs vidare i Polen.

## Biografi
Erna Mohr växte upp i en skollärarfamilj och utbildade sig själv också till lärare. Mellan 1914 och 1934 var hon lärare i olika skolor. Samtidigt var hon fri medarbetare vid Hamburgs naturhistoriska museum. Mohr undersökte under de första åren olika fiskar som gös, sjötunga och öring som var betydelsefulla för Tysklands fiskare. Under senare 1910-talet besökte Mohr flera europeiska djurparker och skapade ett arkiv med fotografier och anteckningar som i flera fall var fylligare än djurparkernas egna register. Som ansvarig för visentens stambok förhindrade hon ofta korsningar mellan visent och bison. Erna Mohr påbörjade även stamboken för Przewalskis häst, vilken idag förs i Prag.
Från 1934 var hon ansvarig för fiskbiologi på Hamburgs naturhistoriska museum och från 1936 chef för avdelningen för ryggradsdjur. Under andra världskriget organiserade Mohr flytten av flera betydelsefulla zoologiska föremål från Hamburg till slottet Rochsburg i Lunzenau, Sachsen. Som hon befarade, träffades museet 1943 av en bomb. Mohr blev 1946 museets intendent och planerade samlingens återskapande. Erna Mohr upprätthöll under åren en nära kontakt med Avesta visentpark, som var viktig del i det europeiska samarbetet för att avla fram nya visentpopulationer.
Erna Mohr valdes 1944 som ledamot av Vetenskapsakademien Leopoldina. Hon blev 1950 hedersdoktor vid Münchens universitet samt hedersmedlem av det tyska sällskapet för däggdjursforskning.